# Alejandro Lazo Guevara
Alejandro Lazo Guevara (14 de marzo de 1895-Santiago de Chile, 20 de octubre de 1969) fue un militar del Ejército con rango de capitán y político chileno de tendencia ibañista, siendo edecán del presidente de la República Carlos Ibáñez del Campo durante su segundo gobierno. Ejerció además como ministro de Bienestar Social entre abril y junio de 1928, y como ministro de Economía entre 1956 y 1957.

## Familia
Fue hijo de Francisco Lazo y Julia Guevara. Estuvo casado con Inés Frías, con quien tuvo dos hijos: María Inés y Carlos, quien fuera abogado, dirigente del Partido Socialista (PS) y vicepresidente del Banco Central en el periodo 1970-1973. Tras el golpe de Estado del 11 de septiembre de 1973, fue condenado en el Consejo de Guerra de la FACh.

## Vida pública
Fue oficial de Ejército en el arma de Caballería, y entre otras actividades fue agricultor y miembro de la masonería capitalina.
Durante el golpe de Estado de 1924 se encontraba prestando funciones como teniente primero; además se mostró a favor y prestó su apoyo al bando revolucionario que llevó a cabo el golpe. La misma postura adoptó en el golpe del 23 de enero de 1925 en la que en ese entonces, ya ostentando el rango de capitán, participó entre los asaltantes al Palacio de La Moneda, siendo uno de los más eficientes cooperadores del golpe. Con ocasión del primer gobierno de Carlos Ibáñez del Campo se desempeñó como ministro de Bienestar Social brevemente entre abril y junio de 1928.
El 11 de julio de 1929 fue nombrado cónsul general en Rumania, asumiendo dicho cargo el 7 de agosto.
Para el segundo gobierno de Ibáñez volvería a asumir como ministro de Estado, está vez en la cartera de Economía entre 1956 y 1957. Posteriormente asumiría como director del Banco Central de Chile, cargo al que renunció el 31 de octubre de 1958.